# Бактай, Жаннат Кенесовна
Жаннат Кенесовна Бактай (род. 18 июня 1969, Алма-Ата) — казахстанская оперная певица (сопрано). Заслуженная артистка Республики Казахстан. ведущая солистка Государственный театр оперы и балета «Astana Opera» (с 2013). ведущая солистка Президентского оркестра РК (с 1998).

## Биография
Родилась в 1969 году в Алма-Ате. Отец — Кенес Бактаев (советский и казахский оперный певец, заслуженный артист Казахской ССР).
В 1996 г. окончила Алматинскую Государственную консерваторию им. Курмангазы по специальностям «Сольное пение» (класс профессора Н. А. Шариповой) и «Фортепиано» (класс профессора Н. Измайлова).
В 1998 году окончила ассистентуру-стажировку по классу «Сольное пение».
С 1998 по 2000 гг. — солистка Казахский театр оперы и балета имени Абая.
С 2000 по 2013 гг. — солистка Казахский Национальный театр оперы и балета им. К.Байсеитовой.
С 2013 г. ведущая солистка Государственный театр оперы и балета «Astana Opera».
С 1998 г. ведущая солистка Президентского оркестра Республиканской Гвардии

## Репертуар
- Жибек («Кыз Жибек» Е. Брусиловского)
- Алтынай («Біржан-Сара» М. Тулебаева)
- Камар («Камар-сулу» Е. Рахмадиева)
- Мамыр («Калкаман-Мамыр» Б. Кыдырбек)
- Виолетта («Травиата» Дж. Верди)
- Джильда («Риголетто» Дж. Верди)
- Дездемона («Отелло» Дж. Верди)
- Одабелла («Аттила» Дж. Верди)
- Розина («Севильский Цирюльник» Дж. Россини)
- Чио-Чио-Сан («Мадам Баттерфляй» Дж. Пуччини)
- Сюзанна («Свадьба Фигаро» В. А. Моцарта)
- Главные партии в операх «Сказки Гофмана» Ж. Оффенбаха, «Богема», «Манон Леско», «Турандот» Дж. Пуччини и др.

## Творчество
- Жаннат Бактай выступала на таких театральных сценах, как: ГАТОБ им. Абая (г. Алматы), Казанский оперный театр, Большой театр, Новая опера (г. Москва), Саратовский театр оперы и балета, а также пела во всемирно известных концертных залах, как: «Кеннеди Центр», Линкольн-театр (г. Вашингтон), «Карнеги-Холл» (Нью-Йорк), «Сантори-Холл» (Токио) и др. Сотрудничала со многими знаменитыми дирижерами, как: Ренат Салаватов, Фуат Мансуров, Ринкявичус. Прирожденный утонченный артистизм позволяет исполнять не только оперный репертуар, но и камерную музыку. Концертный репертуар певицы простирается от сочинений Г. Ф. Генделя, Дж. Б. Перголези и до сочинений Р. Штрауса, Р. Вагнера, С. Прокофьева.
- Прошла международную стажировку в г. Йези (Италия, 2009 г.); в Associazione Opera Italiana di Bologna (г. Болонья, Италия); в Accademia Teatro alla Scala (г. Милан, Италия).

## Достижения
Награды вокальных конкурсов:
- Лауреат Международного конкурса им. Глинки (1997)
- Лауреат Международного конкурса им. Бюль-Бюля в Баку (1998)
- Лауреат Международного фестиваля «Апрельская весна» (г. Пхеньян, 2003)
- Международный конкурс вокалистов в Болгарии (г. София, 2003)

## Государственные награды
- Присвоено почетное звание «Заслуженная артистка Республики Казахстан»
- 2003 — Лауреат Национальной премии «Алтын Адам» («Выбор Казахстана», «Человек Года-2003»)
- 2005 — Орден Курмет
- 2016 — Орден Парасат (за заслуги в области казахского театрального и музыкального искусства)[1]
- Юбилейные медали Республики Казахстан и медали Министерства обороны РК.